# Tricalysia pangolina
Tricalysia pangolina är en måreväxtart som beskrevs av Nicolas Hallé. Tricalysia pangolina ingår i släktet Tricalysia och familjen måreväxter. Inga underarter finns listade i Catalogue of Life.